# Cal Micalo
Cal Micalo és una obra d'Almoster (Baix Camp) protegida com a Bé Cultural d'Interès Local.

## Descripció
Edifici situat entre mitgeres al carrer Pare Aymamí, en la zona que fa pujada. Es tracta d'una construcció de tres altures. La façana es presenta arrebossada i emblanquinada, en la que destaca un portal de mig punt adovellat en el lateral esquerre.